# مارس 2010
مارس 2010 هو الشهر الثالث من عام 2010، بدأ يوم الأثنين، وأنتهى يوم الأربعاء، وأمتد لواحد وثلاثين يومًا.

## بوابة:أحداث جارية
| \| 1 مارس 2010 (الإثنين) \| عدل \| تاريخ \| راقب \| تصفح \| |     |       |      |      |
| - قوات الأمن الفلسطينية تمنع عقد اجتماع للمجلس التشريعي الفلسطيني في مدينة رام الله بالضفة الغربية لبحث القرار الإسرائيلي بإدراج الحرم الإبراهيمي ومسجد بلال بن رباح ضمن الإرث اليهودي، ورئيس المجلس عزيز الدويك يندد بمن منع عقد الجلسة. (بي بي سي) - الرئيس الروسي دميتري ميدفيديف (في الصورة) يقول أن بلاده ستبحث فرض عقوبات ذكية على إيران إذا فشلت الجهود الدبلوماسية في دفعها إلى الإذعان للمطالب الدولية فيما يخص برنامجها النووي. (رويترز) - مدير عام الوكالة الدولية للطاقة الذرية يوكيا أمانو يقول أن إيران لا تزال غير متعاونة مع الوكالة بشأن ملفها النووي مما يمنع تأكيد الطابع السلمي البحت لأهدافها. (العربية) |     |       |      |      |
| 1 مارس 2010 (الإثنين) | عدل | تاريخ | راقب | تصفح |

| \| 2 مارس 2010 (الثلاثاء) \| عدل \| تاريخ \| راقب \| تصفح \| |     |       |      |      |
| - السلطات المغربية تقول إنها فككت خلية إرهابية مكونة من ستة أشخاص وصفتهم بأنهم متشبعون بالفكر التكفيري وكانوا يستعدون لإرتكاب أعمال إرهابية. (الجزيرة) - رئيس السلطة الوطنية الفلسطينية محمود عباس (في الصورة) يطالب الدول العربية برعاية القدس الشرقية في مواجهة الإجراءات الإسرائيلية فيها، ويحذر من أن الوقت قد يصبح متأخرًا للرد على تلك الإجراءات. (رويترز) - وزير الخارجية الإسرائيلي أفيجدور ليبرمان يقول إن الولايات المتحدة يجب أن تفرض عقوبات من جانب واحد على إيران بنفس الطريقة التي تحركت بها عندما فرضت حصارًا على كوبا قبل 50 عامًا. (رويترز) |     |       |      |      |
| 2 مارس 2010 (الثلاثاء) | عدل | تاريخ | راقب | تصفح |

| \| 3 مارس 2010 (الأربعاء) \| عدل \| تاريخ \| راقب \| تصفح \| |     |       |      |      |
| - انتحاريون يهاجمون مركزين للشرطة ومستشفى في مدينة بعقوبة شمال شرقي بغداد، وأدى ذلك إلى مقتل 31 شخصًا على الأقل وإصابة 48 آخرين. (العربية) - جامعة الدول العربية توافق على اقتراح أمريكي بعقد محادثات سلام غير مباشرة بين إسرائيل والفلسطينيين، وتقرر سقفًا زمنيًا للمباحثات حدد بأربعة أشهر. (رويترز) |     |       |      |      |
| 3 مارس 2010 (الأربعاء) | عدل | تاريخ | راقب | تصفح |

| \| 4 مارس 2010 (الخميس) \| عدل \| تاريخ \| راقب \| تصفح \| |     |       |      |      |
| - بدء عمليات التصويت المبكر للانتخابات العراقية، وإنفجارات تستهدف مراكز الاقتراع تخلف قتلى وجرحى. (الجزيرة) - الرئيس المصري محمد حسني مبارك (في الصورة) يقول أنه لا يمانع في أن يرشح المدير العام السابق للوكالة الدولية للطاقة الذرية محمد البرادعي نفسه لانتخابات الرئاسة القادمة ولكن في إطار الدستور القائم. (العربية) - محكمة النقض المصرية تقبل الطعن الذي تقدم به محامو رجل الأعمال هشام طلعت مصطفى وضابط الأمن السابق محسن السكري ضد حكم الإعدام الصادر بحقهما بعد إدانتهما بقتل المغنية اللبنانية سوزان تميم عام 2008. (بي بي سي) |     |       |      |      |
| 4 مارس 2010 (الخميس) | عدل | تاريخ | راقب | تصفح |

| \| 6 مارس 2010 (السبت) \| عدل \| تاريخ \| راقب \| تصفح \| |     |       |      |      |
| - انفجار سيارة ملغومة في مدينة النجف العراقية يؤدي إلى مقتل أربعة زوار إيرانيين قبل يوم من الانتخابات البرلمانية. (رويترز) - رئيس الوزراء التركي رجب طيب أردوغان يحذر من تضرر العلاقات مع الولايات المتحدة بسبب موافقة لجنة الشؤون الخارجية في مجلس النواب الأمريكي على مشروع قرار يعتبر ما جرى للأرمن أثناء العهد العثماني إبادة جماعية. (الجزيرة) - الرئيس المصري محمد حسني مبارك ينقل صلاحيات الرئيس إلى رئيس الوزراء أحمد نظيف (في الصورة) بصورة مؤقتة وفقًا للدستور ويخضع للعلاج في إحدى مستشفيات ألمانيا. (الجزيرة) |     |       |      |      |
| 6 مارس 2010 (السبت) | عدل | تاريخ | راقب | تصفح |

| \| 7 مارس 2010 (الأحد) \| عدل \| تاريخ \| راقب \| تصفح \| |     |       |      |      |
| - العراقيون يدلون بأصواتهم في الانتخابات البرلمانية مع وقوع تفجيرات وهجمات صاروخية أدت إلى مقتل ما لا يقل عن 38 شخصًا. (رويترز) - الرئيس الأمريكي باراك أوباما (في الصورة) يهنئ العراقيين على الانتخابات رغم العنف التي صاحبها. (رويترز) - منظمة التحرير الفلسطينية توافق بشروط على إجراء مفاوضات غير مباشرة مع إسرائيل برعاية الولايات المتحدة لاستئناف عملية السلام، وتحمل إسرائيل مسؤولية أي فشل محتمل لهذه المفاوضات. (العربية) |     |       |      |      |
| 7 مارس 2010 (الأحد) | عدل | تاريخ | راقب | تصفح |

| \| 8 مارس 2010 (الإثنين) \| عدل \| تاريخ \| راقب \| تصفح \| |     |       |      |      |
| - المفوضية العليا المستقلة للإنتخابات في العراق تعلن أن نسبة المشاركة في الانتخابات التشريعية بلغت 62.4%، وتعلن إن النتائج الأولية لن تعلن قبل 4 أيام من الآن وإن مركز العد والفرز الوطني متواصل لاستقبال صناديق الاقتراع. (العربية) - وزير الدفاع الأمريكي روبرت غيتس (في الصورة) يتهم إيران بتمويل حركة طالبان بالعتاد والمال، ويقول أنها تلعب لعبة مزدوجة بدعم الحكومة الأفغانية من جهة وحركة طالبان من جهة أخرى. (العربية) - وقوع زلزال في تركيا بقوة 6.2 درجة على مقياس ريختر يتسبب في مقتل 51 شخصًا وجرح 34 آخرين. (بي بي سي) |     |       |      |      |
| 8 مارس 2010 (الإثنين) | عدل | تاريخ | راقب | تصفح |

| \| 9 مارس 2010 (الثلاثاء) \| عدل \| تاريخ \| راقب \| تصفح \| |     |       |      |      |
| - نائب الرئيس الأمريكي جو بايدن يطمئن إسرائيل على إلتزام الولايات المتحدة بأمنها وعلى منع إيران من إنتاج أسلحة نووية، ويقول أن استئناف محادثات السلام الإسرائيلية - الفلسطينية يوفر لحظة تتاح فيها فرصة حقيقية للسلام. (رويترز) - الرئيس اليمني علي عبد الله صالح (في الصورة) يعرض الحوار على الحراك الجنوبي الداعي للإنفصال. (الجزيرة) - بدء جلسات الجولة الثالثة من الحوار اللبناني في قصر بعبدا الرئاسي التي دعا إليها رئيس الجمهورية ميشال سليمان وذلك لبحث الإستراتيجية الدفاعية لمواجهة الاعتداءات الإسرائيلية، بينما يدعو بعض الفرقاء إلى فتح ملف سلاح حزب الله. (الجزيرة) - رئيس الوزراء التركي رجب طيب أردوغان يقول أن سوريا مستعدة لاستئناف مباحثات السلام مع إسرائيل، ويشير إلى وجود إشارات إيجابية من الجانب الإسرائيلي. (بي بي سي) |     |       |      |      |
| 9 مارس 2010 (الثلاثاء) | عدل | تاريخ | راقب | تصفح |

| \| 10 مارس 2010 (الأربعاء) \| عدل \| تاريخ \| راقب \| تصفح \| |     |       |      |      |
| - نائب الرئيس الأمريكي جو بايدن (في الصورة) يندد بقرار إسرائيل بناء وحدات استيطانية جديدة في القدس الشرقية، ويجدد دعمه قيام دولة فلسطينية قابلة للحياة وذلك خلال مؤتمر صحافي مشترك مع الرئيس الفلسطيني محمود عباس. (العربية) - رئيس مجلس الشورى المصري وأمين عام الحزب الوطني الحاكم صفوت الشريف يرد على مطالب رئيس الوكالة الدولية للطاقة الذرية الأسبق محمد البرادعي بخصوص تعديل الدستور بأن لا نية لإجراء أي تعديل في الدستور. (العربية) - وفاة شيخ الأزهر الشيخ محمد سيد طنطاوي عن عمر يناهز 81 عامًا إثر أزمة قلبية ألمت به خلال زيارته للرياض. (بي بي سي) |     |       |      |      |
| 10 مارس 2010 (الأربعاء) | عدل | تاريخ | راقب | تصفح |

| \| 11 مارس 2010 (الخميس) \| عدل \| تاريخ \| راقب \| تصفح \| |     |       |      |      |
| - النتائج الأولية للانتخابات العراقية تظهر تقدم ائتلاف دولة القانون الذي يتزعمه رئيس الحكومة الحالية نوري المالكي (في الصورة).-(سي إن إن) - البرلمان الأوروبي يعرب عن تأييده لتقرير غولدستون ويطالب بالعمل على تطبيق التوصيات الواردة فيه، ويدعو إلى إجراء تحقيقات للكشف عن الحقائق وتحديد المسؤوليات عن الانتهاكات التي حصلت خلال العمليات العسكرية الإسرائيلية على قطاع غزة في نهاية عام 2008 وبداية عام 2009، ووزارة الخارجية الإسرائيلية تعرب عن أسفها للقرار.-(سي إن إن) - أمين عام جامعة الدول العربية عمرو موسى يقول إن الرئيس الفلسطيني محمود عباس أبلغه بأن السلطة الفلسطينية لن تدخل في مفاوضات غير مباشرة مع إسرائيل مع قرار إسرائيل ببناء مستوطنات جديدة. (الجزيرة) - زلزال بقوة 7.2 على مقياس ريختر يضرب تشيلي، مع إجراء مراسم تنصيب الرئيس الجديد سبيستيان بينيرا. (بي بي سي) |     |       |      |      |
| 11 مارس 2010 (الخميس) | عدل | تاريخ | راقب | تصفح |

| \| 12 مارس 2010 (الجمعة) \| عدل \| تاريخ \| راقب \| تصفح \| |     |       |      |      |
| - وزيرة الخارجية الأمريكية هيلاري كلينتون (في الصورة) تبلغ رئيس الوزراء الإسرائيلي بنيامين نتنياهو أن أحدث خطط حكومته لبناء مستوطنات تمثل إشارة سلبية للغاية للعلاقات الأمريكية - الإسرائيلية. (رويترز) - ثلاث إنفجارات تهز مدينة لاهور الباكستانية، الأولين إستهدفا آليات عسكرية، بينما الثالث إستهدف مركزًا للشرطة في المدينة. (بي بي سي) |     |       |      |      |
| 12 مارس 2010 (الجمعة) | عدل | تاريخ | راقب | تصفح |

| \| 13 مارس 2010 (السبت) \| عدل \| تاريخ \| راقب \| تصفح \| |     |       |      |      |
| - مرشحو الرئاسة السودانية يدعون لتأجيل موعد الإقتراع وذلك لضمان النزاهة. (العربية) - صدامات طائفية بين مسلمين وأقباط في محافظة مطروح شمال مصر تؤدي إلى جرح 24 شخص، ومسؤول أمني يعلن بأن 400 شخص متورطون في هذه الأعمال وإنه تم توقيف 20 شخصًا من المسلمين والمسيحيين، وكانت المواجهات إندلعت عندما رشق مسلمون عمال بناء أقباط بالحجارة ظنًا منهم أنهم يبنون كنيسة. (العربية) - الولايات المتحدة تنفي أن يكون لديها خطط للتدخل في المعارك المندلعة حاليًا في الصومال بشكل عسكري، وتقول إنها تنظر إلى معارك مقديشو على أنها مشكلة صومالية أثرت على المنطقة ككل ويجب أن تكون الأولوية في حلها من مهمة الصوماليين والأفارقة بشكل عام. (العربية) |     |       |      |      |
| 13 مارس 2010 (السبت) | عدل | تاريخ | راقب | تصفح |

| \| 14 مارس 2010 (الأحد) \| عدل \| تاريخ \| راقب \| تصفح \| |     |       |      |      |
| - النائب اللبناني وليد جنبلاط (في الصورة) يقول أن ما صدر منه من كلام بحق الرئيس السوري بشار الأسد جاء في لحظة غضب وهو كلام غير لائق، وإنه جاء في لحظة من التوتر الداخلي والانقسام الهائل في لبنان. (بي بي سي) - رئيس وزراء إسرائيل بنيامين نتنياهو يأمر بفتح تحقيق في ملابسات الإعلان عن مخطط إسرائيلي لبناء 1600 وحدة سكنية في القدس الشرقية أثناء وجود نائب الرئيس الأمريكي جو بايدن في إسرائيل. (بي بي سي) - رئيس وزراء الصين ون جيا باو يرفض الانتقادات التي وجهتها الولايات المتحدة إلى بلاده والتي تقول إنها تتعمد الإبقاء على قيمة عملتها منخفضة من أجل دعم صادراتها، ويقول إن الحفاظ على استقرار العملة الصينية اليوان يعتبر مساهمة مهمة في تعافي الاقتصاد العالمي من الأزمة التي يمر بها. (بي بي سي) |     |       |      |      |
| 14 مارس 2010 (الأحد) | عدل | تاريخ | راقب | تصفح |

| \| 15 مارس 2010 (الإثنين) \| عدل \| تاريخ \| راقب \| تصفح \| |     |       |      |      |
| - مسؤولة السياسة الخارجية في الاتحاد الأوروبي كاترين أشتون تقول إن خطط إسرائيل الخاصة ببناء مستوطنات جديدة في القدس الشرقية تهدد استئناف محادثات السلام مع الفلسطينيين. (رويترز) - المتحدث باسم الرئاسة الفلسطينية نبيل أبو ردينة يعلن إنه لن تجري أي محادثات مع الجانب الإسرائيلي في ظل استمرار سياسة الاستيطان. (رويترز) - المستشارة الألمانية أنغيلا ميركل (في الصورة) تقول إنه آن أوان فرض عقوبات جديدة على إيران بسبب أنشطتها النووية. (رويترز) |     |       |      |      |
| 15 مارس 2010 (الإثنين) | عدل | تاريخ | راقب | تصفح |

| \| 16 مارس 2010 (الثلاثاء) \| عدل \| تاريخ \| راقب \| تصفح \| |     |       |      |      |
| - تواصل احتجاجات الفلسطينيين في أنحاء مختلفة من القدس الشرقية والضفة الغربية احتجاجًا على افتتاح كنيس يهودي في البلدة القديمة من القدس، حيث قام الفلسطينيون برمي الحجارة وحرق الإطارات في الشوارع، فيما أطلقت الشرطة الإسرائيلية قنابل الغاز المسيل للدموع والرصاص المطاطي.-(سي إن إن) - المبعوث الأمريكي للسلام في الشرق الأوسط جورج ميتشل يؤجل زيارته للمنطقة يومًا واحدًا، ومصادر تقول إنه ربما يتوجه مباشرة إلى موسكو لإجراء محادثات بين رباعي وسطاء السلام في الشرق الأوسط وهم الاتحاد الأوروبي والأمم المتحدة وروسيا والولايات المتحدة. (الجزيرة) |     |       |      |      |
| 16 مارس 2010 (الثلاثاء) | عدل | تاريخ | راقب | تصفح |

| \| 17 مارس 2010 (الأربعاء) \| عدل \| تاريخ \| راقب \| تصفح \| |     |       |      |      |
| - الرئيس الفلسطيني محمود عباس يطالب ممثلة السياسة الخارجية الأوروبية كاترين أشتون (في الصورة) بالضغط على إسرائيل لوقف الاستيطان. (بي بي سي) - الحوثيون يفرجون عن 178 جنديًا يمنيًا كانوا يأسرونهم ويسلمونهم لممثل الحكومة في محافظة صعدة. (الجزيرة) |     |       |      |      |
| 17 مارس 2010 (الأربعاء) | عدل | تاريخ | راقب | تصفح |

| \| 18 مارس 2010 (الخميس) \| عدل \| تاريخ \| راقب \| تصفح \| |     |       |      |      |
| - الرئيس الأمريكي باراك أوباما يقول إنه لا توجد أزمة في العلاقات بين إسرائيل والولايات المتحدة، وذلك عقب تصاعد حدة الخلاف بسبب إعلان إسرائيل عن بناء ألف وستمائة وحدة سكنية جديدة في القدس الشرقية. (بي بي سي) - الحكومة السودانية توقع في العاصمة القطرية الدوحة اتفاقًا للسلام مع حركة التحرير والعدالة التي تضم عددًا من الفصائل المتمردة الصغيرة في دارفور. (بي بي سي) |     |       |      |      |
| 18 مارس 2010 (الخميس) | عدل | تاريخ | راقب | تصفح |

| \| 19 مارس 2010 (الجمعة) \| عدل \| تاريخ \| راقب \| تصفح \| |     |       |      |      |
| - المقاتلات الإسرائيلية تشن ثلاث غارات على محيط مطار غزة مما أدى إلى وقوع 12 إصابة. (بي بي سي) - مبعوث اللجنة الرباعية الدولية توني بلير (في الصورة) يقول عقب اجتماع اللجنة في موسكو أنه يأمل في الإعلان عن مجموعة من الإجراءات تؤدي إلى بدء محادثات السلام بين إسرائيل والفلسطينيين. (رويترز) - الرئيس المصري محمد حسني مبارك يصدر قرارًا بتعيين رئيس جامعة الأزهر أحمد الطيب شيخًا للأزهر خلفًا للشيخ الراحل محمد سيد طنطاوي. (الجزيرة) |     |       |      |      |
| 19 مارس 2010 (الجمعة) | عدل | تاريخ | راقب | تصفح |

| \| 20 مارس 2010 (السبت) \| عدل \| تاريخ \| راقب \| تصفح \| |     |       |      |      |
| - الرئيس الأمريكي باراك أوباما يوجه كلمة للإيرانيين بمناسية عيد النوروز جدد خلالها عرض إدارته بإجراء حوار مع إيران بعد عام من فشل عرضه السابق في تحقيق نتائج ملموسة، ويتعهد بالسعى لفرض عقوبات قوية لمنعها من الحصول على سلاح نووي. (رويترز) - القائمة العراقية بزعامة رئيس الوزراء الأسبق إياد علاوي (في الصورة) تتقدم مجددًا على ائتلاف دولة القانون بزعامة رئيس الوزراء نوري المالكي في سباق الانتخابات البرلمانية العراقية وذلك وفق النتائج التي أعلنتها المفوضية العليا المستقلة للانتخابات بعد فرز نحو 93% من الأصوات. (العربية) - مرشح الرئاسة ورئيس وزراء السودان السابق ورئيس حزب الأمة المعارض الصادق المهدي يقول إن هناك أخطاء كثيرة وقعت في البلاد منذ انقلاب الرئيس الحالي عمر البشير وهي التي يدفع السودان ثمنها الآن. (الجزيرة) |     |       |      |      |
| 20 مارس 2010 (السبت) | عدل | تاريخ | راقب | تصفح |

| \| 21 مارس 2010 (الأحد) \| عدل \| تاريخ \| راقب \| تصفح \| |     |       |      |      |
| - رئيس وزراء إسرائيل بنيامين نتنياهو يقول في الاجتماع الاسبوعي لحكومته أن سياسة البناء في القدس هي السياسة نفسها المطبقة في تل أبيب ويعلن رفضه تجميد الاستيطان في القدس، والسلطة الفلسطينية تعتبر تصريحاته بمثابة خطوة معرقلة لمفاوضات السلام. (العربية) - أمين عام الأمم المتحدة بان كي مون (في الصورة) يقول من قطاع غزة إن الحصار الذي تفرضه إسرائيل على القطاع يسبب معاناة انسانية غير مقبولة، وإن سياسة الإغلاق التي تتبعها إسرائيل لا يمكن أن تستمر. (بي بي سي) - المفوضية العليا للانتخابات العراقية ترفض إعادة فرز الأصوات يدويًا، وهو الطلب الذي قدمه الرئيس العراقي جلال طالباني ورئيس الوزراء نوري المالكي. (بي بي سي) - الناخبون الفرنسيون يدلون بأصواتهم في الدورة الثانية من الانتخابات البلدية وسط توقعات بمواجهة حزب الاتحاد من أجل حركة شعبية الذي يرأسه الرئيس نيكولا ساركوزي هزيمة كبيرة. (بي بي سي) - مرشد الثورة في إيران علي خامنئي يقول إن تصرفات الولايات المتحدة خلال السنة الماضية تتعارض مع دعوتها لإقامة علاقات ودية بينهما. (رويترز) |     |       |      |      |
| 21 مارس 2010 (الأحد) | عدل | تاريخ | راقب | تصفح |

| \| 22 مارس 2010 (الإثنين) \| عدل \| تاريخ \| راقب \| تصفح \| |     |       |      |      |
| - الموفد الأمريكي إلى الشرق الأوسط جورج ميتشل (في الصورة) يدعو الإسرائيليين والفلسطينيين إلى ضبط النفس إثر الأحداث الأخيرة في الأراضي الفلسطينية. (بي بي سي) - الرئيس السوري بشار الأسد ووزير الخارجية السعودي الأمير سعود الفيصل يشددان على ضرورة أن تخرج القمة العربية المقبلة بمواقف قوية بشأن التطورات الأخيرة في القدس. (بي بي سي) - الرئيس الأمريكي باراك أوباما يقول أن اقرار مجلس النواب الإصلاح التاريخي لنظام الرعاية الصحية مما يؤمن تغطية طبية لكل الشعب الأمريكي تقريبًا دليل على أن الولايات المتحدة لا تزال قادرة على فعل أمور عظيمة. (بي بي سي) - الحكومة التركية تكشف عن حزمة إصلاحات دستورية واسعة يعتبرها حزب العدالة والتنمية الحاكم ضرورية لتعزيز الديمقراطية وفرص إنضمامها إلى الاتحاد الأوروبي. (الجزيرة) |     |       |      |      |
| 22 مارس 2010 (الإثنين) | عدل | تاريخ | راقب | تصفح |

| \| 23 مارس 2010 (الثلاثاء) \| عدل \| تاريخ \| راقب \| تصفح \| |     |       |      |      |
| - وزير الخارجية البريطاني ديفيد ميلباند (في الصورة) يقدم بيانًا أمام مجلس العموم بشأن موضوع استخدام 12 جواز سفر بريطانياً مزوراً في عملية قتل القيادي في حركة حماس محمود المبحوح في دبي في يناير الماضي، ويعلن عن طرد دبلوماسي إسرائيلي على خلفية قضية الجوازات المزورة، وإسرائيل تعلن أنها لن ترد بالمثل على الخطوة البريطانية. (بي بي سي) - الرئيس السوداني عمر البشير يهدد بطرد المراقبين الدوليين بعد رفضه دعوتهم لتأجيل الانتخابات الرئاسية والتشريعية في البلاد. (بي بي سي) - رئيس الوزراء الإسرائيلي بنيامين نتنياهو يصرح أمام أعضاء مجلس الشيوخ الأمريكي أن المطلب الفلسطيني بتجميد الاستيطان غير منطقي وقد يؤخر محادثات السلام بين الطرفين لسنة أخرى. (بي بي سي) |     |       |      |      |
| 23 مارس 2010 (الثلاثاء) | عدل | تاريخ | راقب | تصفح |

| \| 24 مارس 2010 (الأربعاء) \| عدل \| تاريخ \| راقب \| تصفح \| |     |       |      |      |
| - السلطات السعودية تعلن اعتقال أكثر من مئة شخص يشتبه بانتمائهم لتنظيم القاعدة خططوا لشن هجمات على منشآت نفطية ومنشآت حيوية أخرى. (بي بي سي) - الرئيس الأمريكي باراك أوباما يطلب خلال لقائه مع رئيس الوزراء الإسرائيلي بنيامين نتنياهو اتخاذ إجراءات لبناء الثقة مع الفلسطينيين للمساعدة في بدء المحادثات غير المباشرة. (العربية) - المدعي العام في المحكمة الجنائية الدولية لويس مورينو أوكامبو يشبه مراقبة الانتخابات في السودان بمثابة متابعة التصويت في ألمانيا النازية في عهد أدولف هتلر. (الجزيرة) |     |       |      |      |
| 24 مارس 2010 (الأربعاء) | عدل | تاريخ | راقب | تصفح |

| \| 25 مارس 2010 (الخميس) \| عدل \| تاريخ \| راقب \| تصفح \| |     |       |      |      |
| - زعيم تنظيم القاعدة أسامة بن لادن يهدد بقتل الأمريكيين الذين قد يسقطون في قبضة التنظيم مستقبلًا إن أقدمت الولايات المتحدة على إعدام العقل المدبر المفترض لهجمات الحادي عشر من سبتمبر خالد شيخ محمد (في الصورة).-(سي إن إن) - الرئيس السوري بشار الأسد يقول إن بلاده ملتزمة بالسعي إلى السلام مع إسرائيل، لكنها لا تثق في حكومة بنيامين نتنياهو، ويشدد على أن إسرائيل التي لا تفهم سوى لغة القوة تدرك أن الجيش السوري يطور نفسه لخوض أي حرب تفرض على سوريا.-(سي إن إن) |     |       |      |      |
| 25 مارس 2010 (الخميس) | عدل | تاريخ | راقب | تصفح |

| \| 26 مارس 2010 (الجمعة) \| عدل \| تاريخ \| راقب \| تصفح \| |     |       |      |      |
| - المفوضة العليا للانتخابات في العراق تعلن في مؤتمر صحفي نتائج الانتخابات البرلمانية العراقية والتي كانت نتيجتها حصول القائمة العراقية برئاسة إياد علاوي على 91 مقعد، وائتلاف دولة القانون برئاسة نوري المالكي على 89 مقعد، والائتلاف الوطني العراقي على 70 مقعد، والتحالف الكردستاني على 43 مقعد، ورئيس الوزراء نوري المالكي يعلن أن النتائج التي أعلنت ليست نهائية ويدعو إلى إعادة الفرز يدويًا وبطريقة أكثر شفافية، ويقول إن رفض المفوضية لذلك يبعث على الشك. (بي بي سي) - مقتل جنديين إسرائيليين على حدود قطاع غزة في هجوم أعلنت كتائب عز الدين القسام مسؤوليتها عنه وإنها قامت به دفاعًا عن النفس بعد عبور دورية إسرائيلية إلى داخل القطاع. (بي بي سي) - البيت الأبيض يعلن عن توصل الرئيسين الأمريكي باراك أوباما والروسي دميتري ميدفيديف إلى اتفاق لعقد معاهدة لخفض الأسلحة النووية، ويعلن إنهما سيلتقيان لتوقيعها في براغ في 8 أبريل المقبل. (رويترز) |     |       |      |      |
| 26 مارس 2010 (الجمعة) | عدل | تاريخ | راقب | تصفح |

| \| 27 مارس 2010 (السبت) \| عدل \| تاريخ \| راقب \| تصفح \| |     |       |      |      |
| - القمة العربية تبدأ أعمالها في مدينة سرت الليبية، وكلمات الإفتتاح بينت ردود الفعل الغاضبة تجاه سياسات الاستيطان الإسرائيلي. (بي بي سي) - الدبابات الإسرائيلية تغادر قطاع غزة منهية التوغل الذي أعقب مقتل عسكرييين إسرائيليين ومسلحين فلسطينيين. (بي بي سي) - رئيس القائمة العراقية إياد علاوي يؤكد أن قائمته منفتحة على جميع القوى السياسية في قضية التحالفات السياسية لتشكيل الحكومة المقبلة في العراق. (بي بي سي) - الرئيس المصري محمد حسني مبارك (في الصورة) يعود إلى مصر قادمًا من ألمانيا بعد رحلة علاجية. (بي بي سي) |     |       |      |      |
| 27 مارس 2010 (السبت) | عدل | تاريخ | راقب | تصفح |

| \| 28 مارس 2010 (الأحد) \| عدل \| تاريخ \| راقب \| تصفح \| |     |       |      |      |
| - قادة الدول العربية يستبعدون في ختام القمة العربية في ليبيا استئناف المفاوضات الفلسطينية الإسرائيلية ما لم توقف إسرائيل بناء المستوطنات في القدس الشرقية. (بي بي سي) - الرئيس الأمريكي باراك أوباما يصل إلى أفغانستان في زيارة غير معلن عنها سابقًا وهي الأولى له منذ توليه الرئاسة يجري خلالها مع نظيره حامد قرضاي (في الصورة) ويتفقد خلالها القوات الأمريكية. (العربية) |     |       |      |      |
| 28 مارس 2010 (الأحد) | عدل | تاريخ | راقب | تصفح |

| \| 29 مارس 2010 (الإثنين) \| عدل \| تاريخ \| راقب \| تصفح \| |     |       |      |      |
| - امرأتين تنفذان هجومين انتحاريين في قطاري أنفاق في موسكو وأدى إلى مقتل 38 شخصًا على الأقل، ورئيس الوزراء الروسي فلاديمير بوتين (في الصورة) يقول إنه سيتم القضاء على الإرهابيين. (رويترز) - إنفجار سيارتين ملغومتين في كربلاء عند مطعم ونقطة تفتيش يؤديان إلى مقتل خمسة وإصابة 64 بجروح. (رويترز) - حركة حماس تقول إن نتائج القمة العربية التي اختتمت أعمالها في ليبيا جاءت دون آمال وتطلعات الشعب الفلسطيني، وتنتقد تمسك القمة بالمفاوضات مع إسرائيل كخيار استراتيجي دون البحث في الخيارات البديلة. (بي بي سي) |     |       |      |      |
| 29 مارس 2010 (الإثنين) | عدل | تاريخ | راقب | تصفح |

| \| 30 مارس 2010 (الثلاثاء) \| عدل \| تاريخ \| راقب \| تصفح \| |     |       |      |      |
| - مؤسسة الرئاسة السودانية تعلن تأجيل اجتماعها الذي كان سيعقد اليوم لمناقشة مذكرة قوى تحالف الأحزاب السودانية التي تطالب بتأجيل الانتخابات وتشكيل حكومة وحدة وطنية بسبب الخلاف بين شريكي الحكم حزب المؤتمر الوطني والحركة الشعبية لتحرير السودان، وذلك بعد أن استبق الرئيس عمر البشير (في الصورة) الاجتماع برفضه تأجيل الانتخابات ولو ليوم واحد وربطه بين استفتاء تقرير مصير الجنوب بإجراء الانتخابات الرئاسية والتشريعية. (الجزيرة) - رئيس الوزراء العراقي السابق إياد علاوي يتهم إيران بأنها تحاول منعه من تولي رئاسة الوزراء، ويتهمها بالتدخل بشؤون بلاده وبشدة. (بي بي سي) - حزب العدالة والتنمية الحاكم في تركيا يسلم حزمة الاصلاحات الدستورية إلى رئاسة البرلمان والتي تأتي في إطار مساعي حكومة رجب طيب أردوغان لتحقيق معايير الانضمام إلى الاتحاد الأوروبي. (بي بي سي) - الحكومة المغربية تؤكد العثور على جثة الشيخ أحمد بن زايد آل نهيان الأخ الأصغر لرئيس دولة الإمارات العربية المتحدة رئيس سلطة الاستثمار في أبوظبي الذي سقطت طائرته الشراعية في إحدى البحيرات قبل خمسة أيام. (بي بي سي) - محكمة كويتية تصدر حكماً إبتدائياً بإعدام الكويتية المدانة بإضرام حريق في خيمة زفاف زوجها بدافع الغيرة، وهو الأمر الذي أودى بحياة 57 شخصًا معظمهم نساء وأطفال. (العربية) |     |       |      |      |
| 30 مارس 2010 (الثلاثاء) | عدل | تاريخ | راقب | تصفح |

| \| 31 مارس 2010 (الأربعاء) \| عدل \| تاريخ \| راقب \| تصفح \| |     |       |      |      |
| - الرئيس السوري بشار الأسد (في الصورة) يستقبل الزعيم الدرزي اللبناني وليد جنبلاط بعد أعوام من القطيعة بينهما كان خلالها جنبلاط رأس حربة معارضة سوريا ووجودها في لبنان. (بي بي سي) - الحركة الشعبية لتحرير السودان تهدد بمقاطعة الانتخابات الرئاسية المقرر إجراؤها في شهر أبريل لشكها في نزاهتها، ومرشحها للرئاسة ياسر عرمان يقول إن الحكومة تسببت في إفراز وضع سياسي وتقني للتضييق على حزبه. (بي بي سي) - تسجيل مصور وضع على موقع غير رسمي لمتمردين إسلاميين لزعيم المتمردين الشيشان دوكو عمروف يعلن فيه المسؤولية عن التفجيرات الانتحارية التي وقعت في شبكة قطارات الأنفاق في موسكو. (العربية) - لجنة في مجلس النواب البلجيكي تصوت لصالح مشروع قانون ينص على الحظر التام لإرتداء النقاب في المرافق والأماكن العامة، بما في ذلك في الشارع. (العربية) |     |       |      |      |
| 31 مارس 2010 (الأربعاء) | عدل | تاريخ | راقب | تصفح |

بوابة:أحداث جارية/مارس 2010/تقويم
| أحداث جارية |
| --- |
| - أزمة الدين الحكومي اليوناني - جائحة فيروس كورونا 2019–20 - التدخل العسكري الروسي في أوكرانيا - التدخل العسكري الروسي في سوريا - الحرب الأهلية السورية - الهجوم على شمال غرب سوريا (2024) - الحرب الأهلية السودانية 2023 - عملية طوفان الأقصى - الحرب الفلسطينية الإسرائيلية (الخط الزمني) - صراع حزب الله وإسرائيل (2023–الآن) - - أزمة البحر الأحمر - الهجمات على القواعد الأمريكية في العراق وسوريا 2023 - الأزمة الإنسانية في غزة (2023 – الآن) تفاصيل أكثر النزاعات الجارية أدناه |

| وفيات حديثة |
| --- |
| - 14 مارس: ألان سيمبسون (سياسي) - 15 مارس: بيتر بيكسل - 15 مارس: منير شاكر - 15 مارس: دوريس فيتشين - 15 مارس: أليكس داود - 15 مارس: سليك واتس - 15 مارس: إحسان الترك - 15 مارس: واتارو أسو - 16 مارس: جيسي كولن يونغ - 16 مارس: إيميلي ديكيني - 16 مارس: أنطوان كرباج - 17 مارس: لي شاو كي - 17 مارس: أبو إسحاق الحويني - 17 مارس: أبو حمزة - 17 مارس: جون فرازير (لاعب كرة قدم بريطاني) - 18 مارس: محمود أبو وطفة - 18 مارس: ولامير ماركيز - 18 مارس: قسطنطين رودريغيز - 18 مارس: جان ميشيل (سياسي) - 18 مارس: عصام الدعاليس |

| نزاعات جارية |
| --- |
| - التدخل العسكري الدولي ضد تنظيم الدولة الإسلامية (داعش) - الكاميرون - الحرب الأهلية الكاميرونية - جمهورية إفريقيا الوسطى - حرب جمهورية إفريقيا الوسطى الأهلية (2012–الآن) - جمهورية الكونغو الديموقراطية - تمرد القوات الديمقراطية المتحالفة - صراع كيفو - الحرب الأهلية الأثيوبية (2018-حاليا) - صراع أمهرة [الإنجليزية] - موزمبيق - التمرد الإسلاموي في موزمبيق - نيجيريا - تمرد بوكو حرام - التمرد الإسلامي في الساحل - تمرد الجهاديين في بوركينا فاسو · حرب مالي - الحرب الأهلية الصومالية - الحرب في الصومال (2009–الآن) - السودان - الحرب الأهلية السودانية 2023 - النزاع في أفغانستان - النزاع بين طالبان والدولة الإسلامية في أفغانستان - صراع بنجشير - الهند - التمرد في جامو وكشمير - العصيان الماوي-الناكسالي - إندونيسيا - أزمة بابوا - الصراع الداخلي في ميانمار - الحرب الأهلية في ميانمار (2021-الحاضر) - باكستان - صراع بلوشستان - عصيان خيبر بختونخوا - الصراع الأهلي في الفلبين - التمرد الشيوعي في الفلبين - الحرب الروسية الأوكرانية - الغزو الروسي لأوكرانيا 2022 - صراع العراق (2003–الآن) - التمرد العراقي (2017–الآن) - صراع إسرائيل وغزة - الحرب الفلسطينية الإسرائيلية 2023 - هجمات الحوثيين على إسرائيل (2023 - 2024) - الحرب الأهلية السورية - التدخل الأجنبي في الحرب الأهلية السورية - تركيا - الولايات المتحدة - اليمن - الحرب الأهلية اليمنية (2014–الآن) - التدخل العسكري في اليمن |